# Liste des évêques d'Agde
Pour un article plus général, voir Ancien diocèse d'Agde.

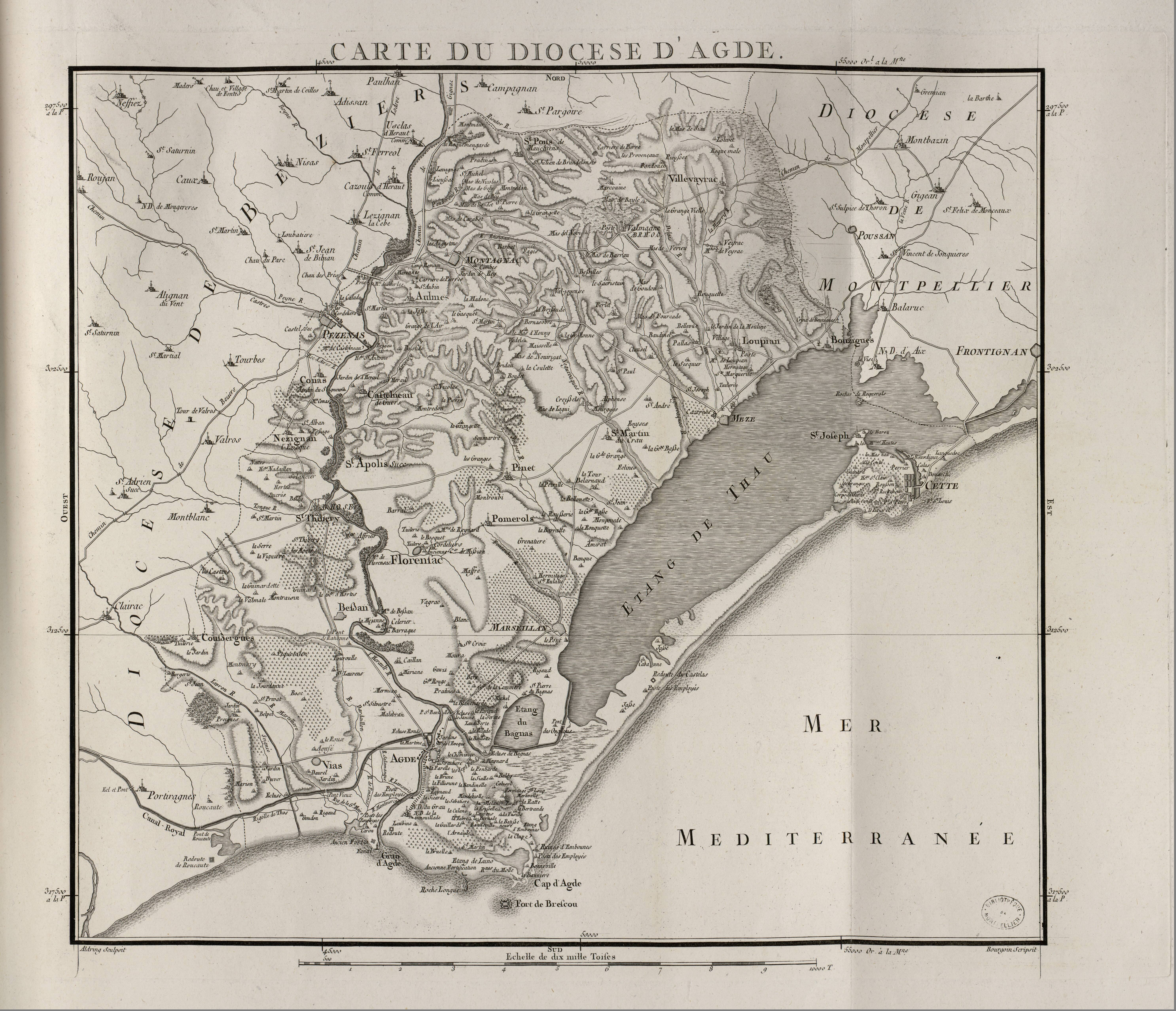
Carte du diocèse d'Agde en 1781

Liste des évêques d’Agde, ancien diocèse situé dans l'actuel département de l'Hérault.

## Liste
| Évêque                                                                | Épiscopat       | Épiscopat        | Commentaires                                                                       |
| Évêque                                                                | Début           | Fin              | Commentaires                                                                       |
| --------------------------------------------------------------------- | --------------- | ---------------- | ---------------------------------------------------------------------------------- |
| Antiquité                                                             |                 |                  |                                                                                    |
| Saint Venuste                                                         | v. 405          |                  |                                                                                    |
| Beticus                                                               | v. 450 ?        |                  |                                                                                    |
| Haut Moyen Âge                                                        |                 |                  |                                                                                    |
| Sophrone                                                              | 506             |                  |                                                                                    |
| Léon                                                                  | 541             |                  |                                                                                    |
| Fronime                                                               | v. 569          | v. 585           |                                                                                    |
| Tigride                                                               | 589             |                  |                                                                                    |
| Georges                                                               | 653             |                  |                                                                                    |
| Wilesinde                                                             | 673             |                  |                                                                                    |
| Prime                                                                 | 683             |                  |                                                                                    |
| Just                                                                  | 788, 791        |                  |                                                                                    |
| Dagobert (Dagbert, Agbert)                                            | 848             | 872              |                                                                                    |
| Boson                                                                 | 885             | 897              |                                                                                    |
| Gérard Ier                                                            | 899             | 922              |                                                                                    |
| Étienne Ier                                                           | 922             |                  |                                                                                    |
| Dagobert II                                                           | 937             | 948              |                                                                                    |
| Bernard Ier                                                           | 949             |                  |                                                                                    |
| Salomon Ier                                                           | 954             | 957              |                                                                                    |
| Bernard II                                                            | 958             |                  |                                                                                    |
| Ameil                                                                 | 971             |                  |                                                                                    |
| Salomon II                                                            | 972             | 976              |                                                                                    |
| Armand (Arnaud)                                                       | 982             |                  |                                                                                    |
| Moyen Âge central et tardif                                           |                 |                  |                                                                                    |
| Étienne II                                                            | 990             | 1034             |                                                                                    |
| Guillaume Ier                                                         | 1043            |                  |                                                                                    |
| Gontier                                                               | 1050            | 1064             |                                                                                    |
| Bérenger                                                              | 1068            | 1098             |                                                                                    |
| Bernard Déodat                                                        | 1098            | 1122             |                                                                                    |
| Aldebert                                                              | 1123            | 1130             |                                                                                    |
| Raimond de Montredon                                                  | 1130            | 1142             | transféré à Arles (1142)                                                           |
| Ermengaud                                                             | 1142            | 1149             |                                                                                    |
| Bérenger II                                                           | 1149            | 1152             |                                                                                    |
| Pons                                                                  | 1152            | 1153             |                                                                                    |
| Adhémar                                                               | 1153            | 1162             |                                                                                    |
| Guillaume II                                                          | 1165            | 1173             |                                                                                    |
| Pierre Raimond                                                        | 1176            | 1191 ou 1192     |                                                                                    |
| Raimond de Montpellier                                                | 1192            | 1213             |                                                                                    |
| Pierre Poulverel (Pulverel)                                           | 1214            |                  | seulement élu, non-sacré                                                           |
| Thédise                                                               | 1215            | 1233             |                                                                                    |
| Bertrand de Saint-Just                                                | 1233            | 1241             |                                                                                    |
| Chrétien                                                              | 1242            |                  |                                                                                    |
| Pierre Raimond de Fabre (Fabri)                                       | 1243            | 1270 ou 1271     |                                                                                    |
| Pierre Bérenger de Montbrun                                           | 1271            | 1296             | lire                                                                               |
| Raimond du Puy                                                        | 1296            | 1327 ou 1331     |                                                                                    |
| Bernard Géraud (de Girard)                                            | 1332            | 1337             |                                                                                    |
| Guillaume Hunaud de Lanta                                             | 1337            | 1342             |                                                                                    |
| Pierre de Bérail de Cessac                                            | 1342            | 1353 ou 1354     |                                                                                    |
| Arnaud Aubert                                                         | 22 février 1354 | 14 novembre 1354 | transféré à Carcassonne                                                            |
| Sicard d'Ambres de Lautrec                                            | 1354            | 1371             | transféré à Béziers (1371)                                                         |
| Hugues de Montruc                                                     | 1371            | 1408             |                                                                                    |
| Guy de Malesec                                                        | 1409            | 1411             | cardinal, seulement administrateur                                                 |
| Philippe de Levis de Florensac                                        | 1411            | 1425             | transféré à Auch (1425)                                                            |
| Bérenger Guillot                                                      | 1425            | 1426             | transféré d'Auch (1425)                                                            |
| Jean Teste                                                            | 1426            | 1436             |                                                                                    |
| Renault de Chartres                                                   | 1436            | 1439             | archevêque de Reims, évêque commendataire                                          |
| Guillaume Charrier                                                    | 1439            | 1440             |                                                                                    |
| Jean de Montmorin                                                     | 1440            | 1448             |                                                                                    |
| Étienne Roupy de Cambrai                                              | 1448            | 1460             |                                                                                    |
| Charles de Beaumont                                                   | 1462            | 1470 ou 1476     |                                                                                    |
| Jacques Minutoli                                                      | 1476            | 1490             | commendataire                                                                      |
| Époque moderne                                                        |                 |                  |                                                                                    |
| Nicolas Fieschi                                                       | 1490            | 1494             | transféré à Fréjus (1494)                                                          |
| Jean de Vesc                                                          | 1494            | 1525             |                                                                                    |
| Charles-Antoine de Vesc                                               | 1525            | 1530             | transféré à Valence (1530)                                                         |
| François Guillaume de Castelnau de Clermont-Lodève                    | 1530            | 1540             | cardinal, commendataire                                                            |
| Claude de La Guiche                                                   | 1541 ou 1540    | 1546             | transféré à Mirepoix (1546)                                                        |
| Gilles Bohier                                                         | 1546 ou 1547    | 1561             |                                                                                    |
| Aimeri de Saint-Sévérin                                               | 1561            | 1578             |                                                                                    |
| Pierre de Conques                                                     |                 |                  |                                                                                    |
| Bernard du Puy                                                        | 1583            | 1611             |                                                                                    |
| Louis de Valois                                                       | 1612            | 1622             | commendataire                                                                      |
| Balthazar de Budos de Portes                                          | 1622            | 1629             |                                                                                    |
| Fulcran de Barrès                                                     | 1629            | 1643             |                                                                                    |
| Jean Dolce                                                            | 13 juin 1643    | 26 juin 1643     |                                                                                    |
| François Fouquet                                                      | 1643            | 1656             | transféré à Narbonne (1656)                                                        |
| Louis Fouquet                                                         | 1656 ou 1657    | 1702             | frère du précédent                                                                 |
| Philibert Charles de Pas de Feuquières                                | 1702            | 1726             |                                                                                    |
| Claude Louis de La Châtre                                             | 1726            | 1740             |                                                                                    |
| Joseph-François de Cadenet de Charleval                               | 1740            | 1758 ou 1759     |                                                                                    |
| Ch.-Fr.-Siméon de Rouvroy de Saint-Simon de Vermandois de Sandricourt | 1759            | 1794             | dernier évêque d'Agde, guillotiné sous la Terreur. Le diocèse est supprimé (1790). |

### Sources et bibliographie
- LGE, tome I, p. 780.
- A. Rastoul, « Agde » dans Dictionnaire d'histoire et de géographie ecclésiastiques, vol. I. (Aachs - Albus), Paris, Librairie Letouzey et Ané, 1912 (ISBN 2-7063-0157-0), col. 927-930
- Annuaire historique 1847 (année 1848), p. 129-132.
- Trésor de chronologie, p. 1362-1363.
- Claude Devic et Joseph Vaissète, « Note LXII : Église d'Agde. Évêques d'Agde », dans Histoire générale de Languedoc, t. IV, Toulouse, Édouard Privat libraire-éditeur, 1872 (lire en ligne), p. 304-311
- (la) abbé Julien Rouquette, Cartulaire de l'église d'Agde, Montpellier, chez l'auteur, 1923, 164 p. (BNF 34104773, lire en ligne)